# Iciri-piciri
Az Iciri-piciri 1959-ben bemutatott magyar rajzfilm, amely Móricz Zsigmond meséje alapján készült. A rajzfilmet Csermák Tibor írta és rendezte, a zenéjét Szokolay Sándor szerezte. A rövidfilm gyártója a Pannónia Filmstúdió, a forgalmazója a MOKÉP.

## Rövid történet
Móricz Zsigmond: Iciri-piciri című vers szövege:

Hol volt, hol nem volt...
Volt egyszer egy iciri piciri házacska,
ott lakott egy iciri piciri kis macska.

Volt annak két iciri piciri kis ökre,
rákaptak egy iciri piciri kis tökre.

Csizmát húz az iciri piciri kis macska,
hová lett az iciri piciri barmocska.

Bejárja az iciri piciri kis erdőt,
s nem leli az iciri piciri tekergőt.

Bejárja az iciri piciri kaszálót,
s nem látja az iciri piciri kószálót.

Rátalál egy iciri piciri kis tökre,
bánatában iciri picirit meglökte.

Felfordult az iciri piciri tököcske,
benne a két iciri piciri ökröcske.

Megörült két iciri piciri ökrének,
vége van az iciri piciri mesének!

## Alkotók
- Mesélő: Horváth Teri
- Móricz Zsigmond meséje alapján írta, tervezte és rendezte: Csermák Tibor
- Zenéjét szerezte: Szokolay Sándor
- Operatőr: Harsági István
- Hangmérnök: Császár Miklós
- Vágó: Czipauer János
- Színes technika: Dobrányi Géza
- Gyártásvezető: Bártfai Miklós

Készítette a Pannónia Filmstúdió.